# Australopoda
Die Australopoda bilden ein Taxon der Mittelkrebse. Sie umfassen die Taxa Lomisoidea, Aegloidea und Chirostyloidea. Der Name „Australo-“ (Süd-) und „-poda“ (-füßer) leitet sich von der auf die Südhalbkugel beschränkten Verbreitung von Lomisoidea und Aegloidea ab.

## Merkmale
Die Angehörigen der Australopoda zeichnen sich durch eine krabbenartige Gestalt aus, die jedoch unabhängig von der der Krabben (Brachyura) durch eine Reduktion des Pleon innerhalb der Mittelkrebse entstanden ist.

## Lebensweise
Die Krebsgruppen, die zu den Australopoda zusammengefasst wurden, weisen sehr unterschiedliche Lebensweisen auf. Gemein ist ihnen, dass alle Arten in der südlichen Hemisphäre leben. Einige Arten sind marin, andere leben im Süßwasser wie etwa die zu den Aeglidae gehörende Aegla cholchol. Die zu den Kiwaidae gehörende Yeti-Krabbe (Kiwa hirsuta) ist dagegen an das Leben im Bereich hydrothermaler Felder der Tiefsee spezialisiert.

## Systematik
Die Australopoda werden in drei Überfamilien mit fünf Familien unterteilt:
- Aegloidea Dana, 1852
  - Aeglidae Dana, 1852
- Chirostyloidea Ortmann, 1892
  - Chirostylidae Ortmann, 1892
  - Eumunididae A. Milne-Edwards and Bouvier, 1900
  - Kiwaidae Macpherson, Jones & Segonzac, 2005
- Lomisoidea Bouvier, 1895
  - Lomisidae Bouvier, 1895